# Jurij Lubimow
Jurij Pietrowicz Lubimow (ros. Ю́рий Петро́вич Люби́мов; ur. 17 września?/30 września 1917 w Jarosławiu, zm. 5 października 2014 w Moskwie) – radziecki i rosyjski reżyser i aktor teatralny, reformator rosyjskiego teatru, Ludowy Artysta Federacji Rosyjskiej (1992).

## Życiorys
Urodził się jako syn kupca i nauczycielki, którzy w 1926 zostali aresztowani i wkrótce potem zwolnieni z pozbawieniem praw obywatelskich. Od 1922 mieszkał z rodziną w Moskwie, gdzie później uczył się w technikum elektromechanicznym. Od 1934 uczył się w studiu Moskiewskiego teatru Artystycznego nr 2 (MChAT-2), a w 1936 został przyjęty do Szkoły Teatralnej przy Teatrze im. J. Wachtangowa w Moskwie. Po ukończeniu studia zaczął pracować w tym teatrze, jednak wkrótce potem (w 1940) został powołany do armii. Występował od 1937, a od 1940 do 1946 grał we frontowym Zespole Pieśni i Tańca NKWD. Po demobilizacji, od 1946 do 1964 był wiodącym aktorem Teatru im. J. Wachtangowa w Moskwie. Zagrał wówczas m.in. rolę Mozarta w sztuce Mozart i Salieri Puszkina, w 1958 zadebiutował w tym teatrze jako reżyser. W 1954 otrzymał tytuł Zasłużonego Artysty RFSRR. W 1963 wraz ze studentami przyteatralnej Szkoły im. B. Szczukina wystawił Dobrego Człowieka z Seczuanu Brechta, w 1964 razem z nimi przejął moskiewski Teatr na Tagance i został jego kierownikiem artystycznym. Nawiązując do doświadczeń teatralnych Brechta, Meyerholda i Wachtangowa stworzył teatr poetycki, wyraźnie krytyczny wobec współczesnej rzeczywistości politycznej ZSRR. Wystawiał, głównie według własnych scenariuszy, montaże poezji (Siergiej Jesienin, Władimir Majakowski, Puszkin) i publicystyki (J. Reed, N. Czernyszewski), adaptacje prozy (Mistrz i Małgorzata wg Bułhakowa w 1977 i 1987 w Bostonie, Zbrodnia i kara wg Dostojewskiego w 1979), także dramaty klasyczne (Hamlet Szekspira w 1972 (w roli tytułowej obsadził Władimira Wysockiego), Trzy siostry Czechowa w 1981).
Po śmierci Wysockiego w 1980 władze ZSRR zabroniły kierowanemu przez Lubimowa teatrowi spektakli poświęconych pamięci Wysockiego, ponadto zabroniły Lubimowowi wystawiania Borysa Godunowa Puszkina. W 1983, w związku z represjami przeciwko teatrowi, wyjechał z ZSRR. Następnie pracował w Londynie (inscenizacja Biesów wg Dostojewskiego z 1984), Paryżu, Wiedniu, Sztokholmie i Tel Awiwie-Jaffie. W marcu 1984 oficjalnie odebrano mu kierownictwo artystyczne Teatru na Tagance, a 11 lipca 1984 pozbawiono obywatelstwa ZSRR. W 1988 podczas pierestrojki powrócił do Moskwy, gdzie w 1993 wystawił inscenizację Doktora Żywago wg Pasternaka w Teatrze na Tagance. 23 maja 1989 przywrócono mu radzieckie obywatelstwo i zwrócono funkcję kierownika artystycznego Teatru na Tagance. Występował także w filmach (od 1941), łącznie zagrał 18 ról filmowych i 3 role w spektaklach filmowych. Napisał autobiografię Le feu sacre (1985). 28 września 1992 otrzymał tytuł Ludowego Artysty Federacji Rosyjskiej. Został pochowany na Cmentarzu Dońskim.

## Odznaczenia i nagrody
- Order „Za zasługi dla Ojczyzny” II klasy (2007)
- Order „Za zasługi dla Ojczyzny” III klasy (1997)
- Order „Za zasługi dla Ojczyzny” IV klasy
- Order Czerwonego Sztandaru Pracy (1977)
- Nagroda Stalinowska II stopnia (1952)
- Państwowa Nagroda Federacji Rosyjskiej (1997)
- Medal „Za zwycięstwo nad Niemcami w Wielkiej Wojnie Ojczyźnianej 1941–1945”
- Medal „Za obronę Moskwy”
- Medal „Za obronę Leningradu”
- Order Gwiazdy Polarnej (Szwecja, 2004)
- Order Sztuki i Literatury (Francja, 2002)
- Order Zasługi (Węgry, 2002)
- Wielki Oficer Orderu Gwiazdy Solidarności Włoskiej (2003)
- Krzyż Kawalerski Orderu Zasługi Rzeczypospolitej Polskiej (2004)
- Order Wschodzącego Słońca (Japonia, 2007)

I inne.